# Polychromie
 (juin 2021).

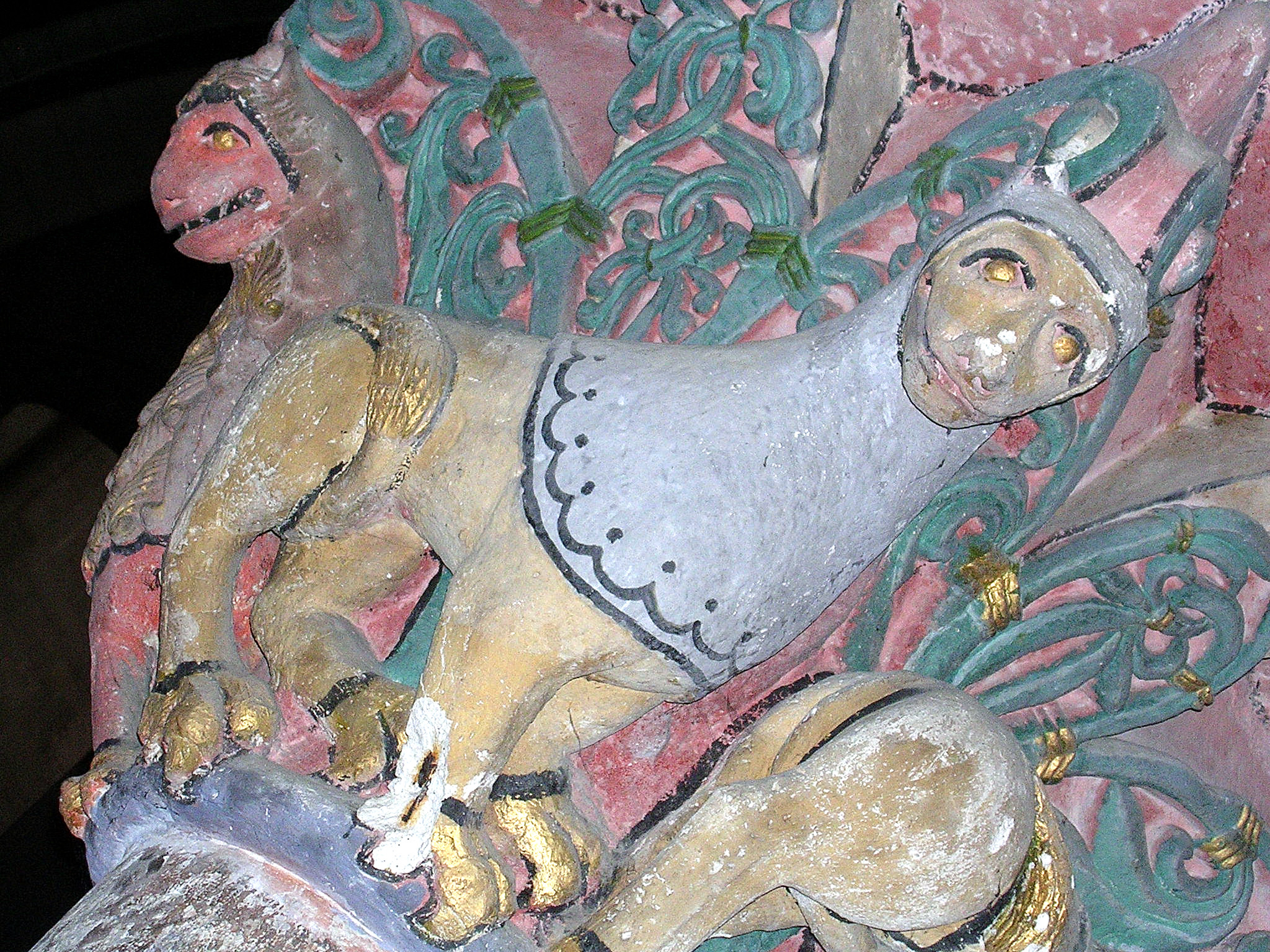
Chapiteau polychrome à décors de lions du XIe siècle de l'abbaye de Saint-Sever.

La polychromie, du grec πολυχρωμία / poluchromía (de πολύ / polú, « beaucoup » et χρῶμα / khrôma, « couleur »), est l'état d'un corps dont les parties offrent des couleurs diverses. Elle s'oppose à la monochromie.
L'adjectif polychrome s'emploie pour parler de statue polychrome, de toiture polychrome, de céramique polychrome, de tuyau d'orgue polychrome ou encore de marbre polychrome ; il est rare pour la peinture, qui l'est implicitement. Selon le support, les historiens de l'art parlent de polychromie sur pierre, sur bois, sur cuir, sur verre, sur tissu…

## Présentation

### Antiquité

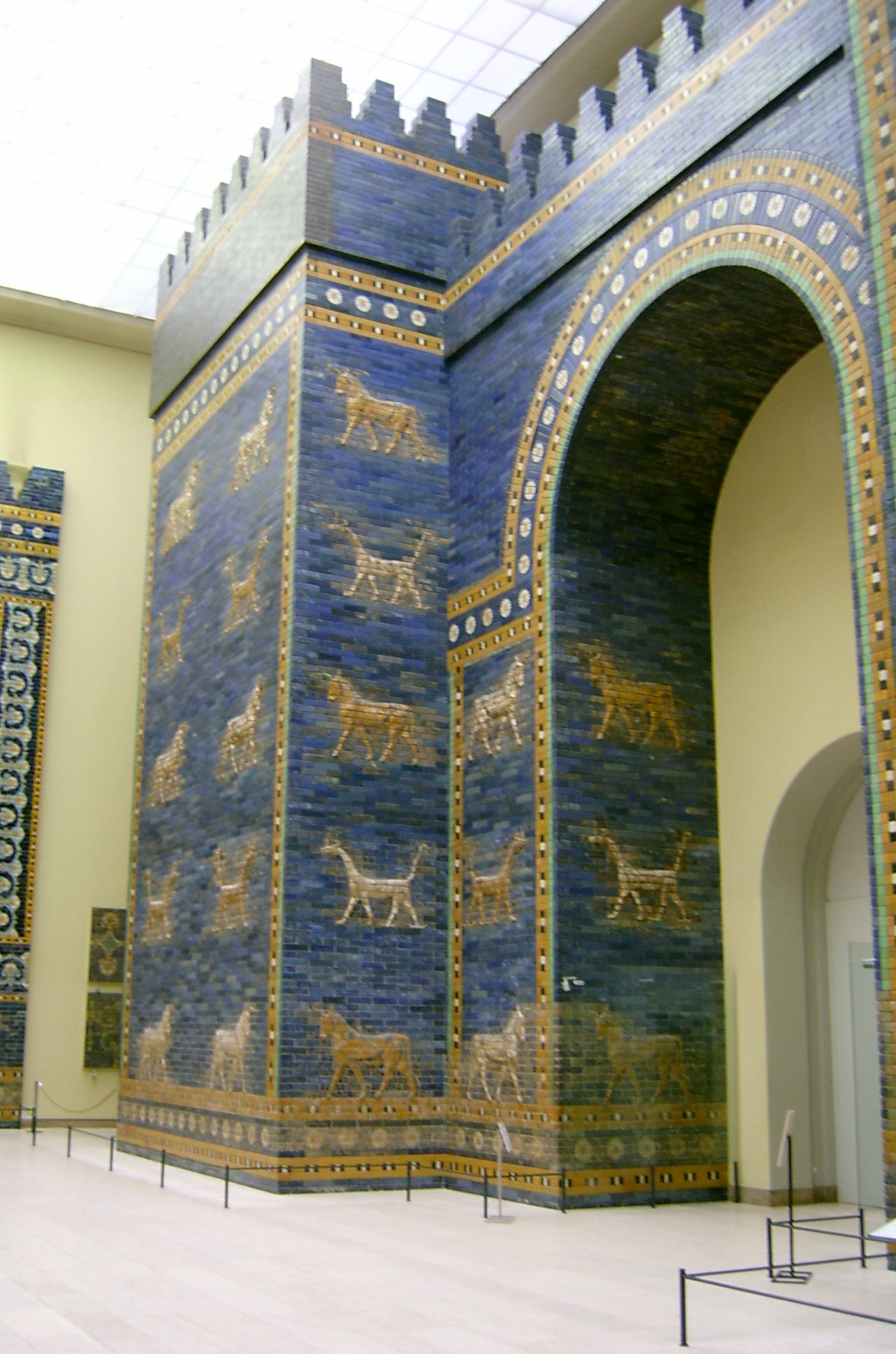
Porte d'Ishtar, exemple de polychromie dans l'architecture babylonienne.

L'étude des produits de l'art antique permet de constater qu'il était d'usage de peindre tout ou partie, d'une ou plusieurs couleurs, les monuments d'architecture et de sculpture d'exception, car cela nécessitait un très grand investissement. Certaines couleurs étant rares et leur mise en œuvre coûteuse. C'est cette sorte de peinture que l'on désigne sous le nom de polychromie ou de peinture polychrome.
Les architectes égyptiens se servent très tôt de couleurs pour rehausser la beauté de leurs monuments. Leurs motifs d'ornementation consistent tantôt en des dessins géométriques de pure fantaisie (carrés, losanges, billettes, imbrications, zigzags, fleurons), tantôt en des figures d'animaux ou de végétaux. Quelquefois, des teintes plates (rouges, bleues, jaunes, vertes) alternent seules dans les décorations. Les Égyptiens appliquent aussi les couleurs sur les statues et bas-reliefs. On possède également de multiples preuves matérielles de l'usage de la polychromie chez les Perses, les Assyriens et les Babyloniens, qui donnent à leurs édifices les nuances les plus éclatantes et les plus splendides. En ce qui concerne la statuaire, les anciens Éthiopiens peignent leurs divinités, les Assyriens les revêtent d'un vernis coloré, les Phéniciens, Babyloniens et Perses les ornent d'or, d'argent, d'ivoire et de pierres précieuses.
Chez les Grecs, l'application des couleurs sur les monuments se pratique à chaque grande époque. Dès le temps où seul le bois entre dans la construction des palais et des temples, les Grecs emploient la peinture pour assurer la conservation des édifices. Par la suite, ils continuent d'orner de peinture non seulement les plafonds et les charpentes, mais aussi les murailles, colonnes, architraves, métopes, corniches, principalement dans l'architecture dorique. La polychromie est également adoptée pour la sculpture d'ornement et la statuaire.
Les Romains cultivent aussi la polychromie mais d'une manière plus restreinte, en n'appliquant ce système que dans l'intérieur des édifices. Ce n'est que lorsqu'ils commencent à faire usage du stuc qu'ils le revêtissent de peinture, à l'intérieur comme à l'extérieur.

### Moyen Âge et Renaissance

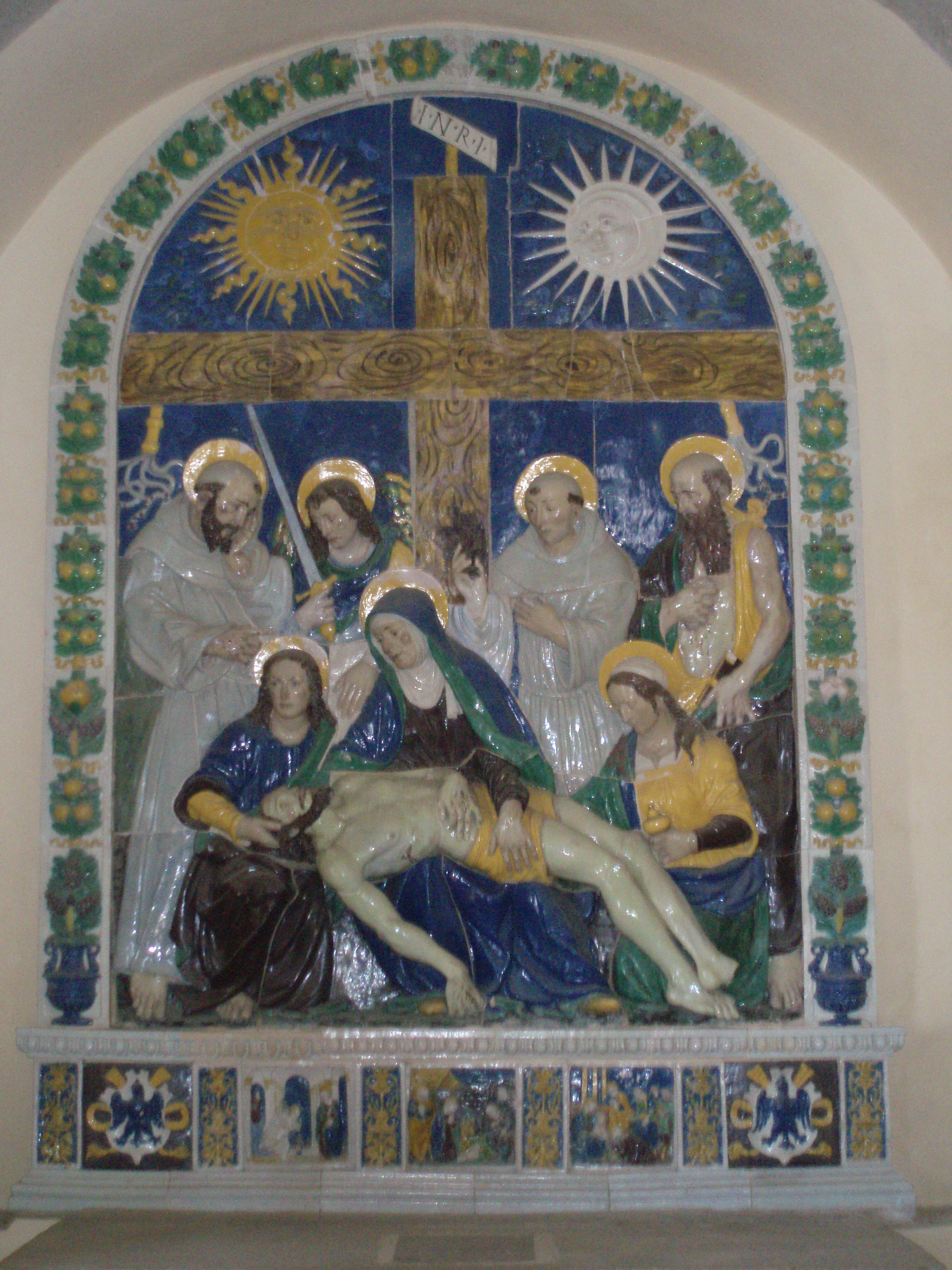
Céramique polychrome du XVIe siècle de Santi Buglioni au sanctuaire de la Verna.

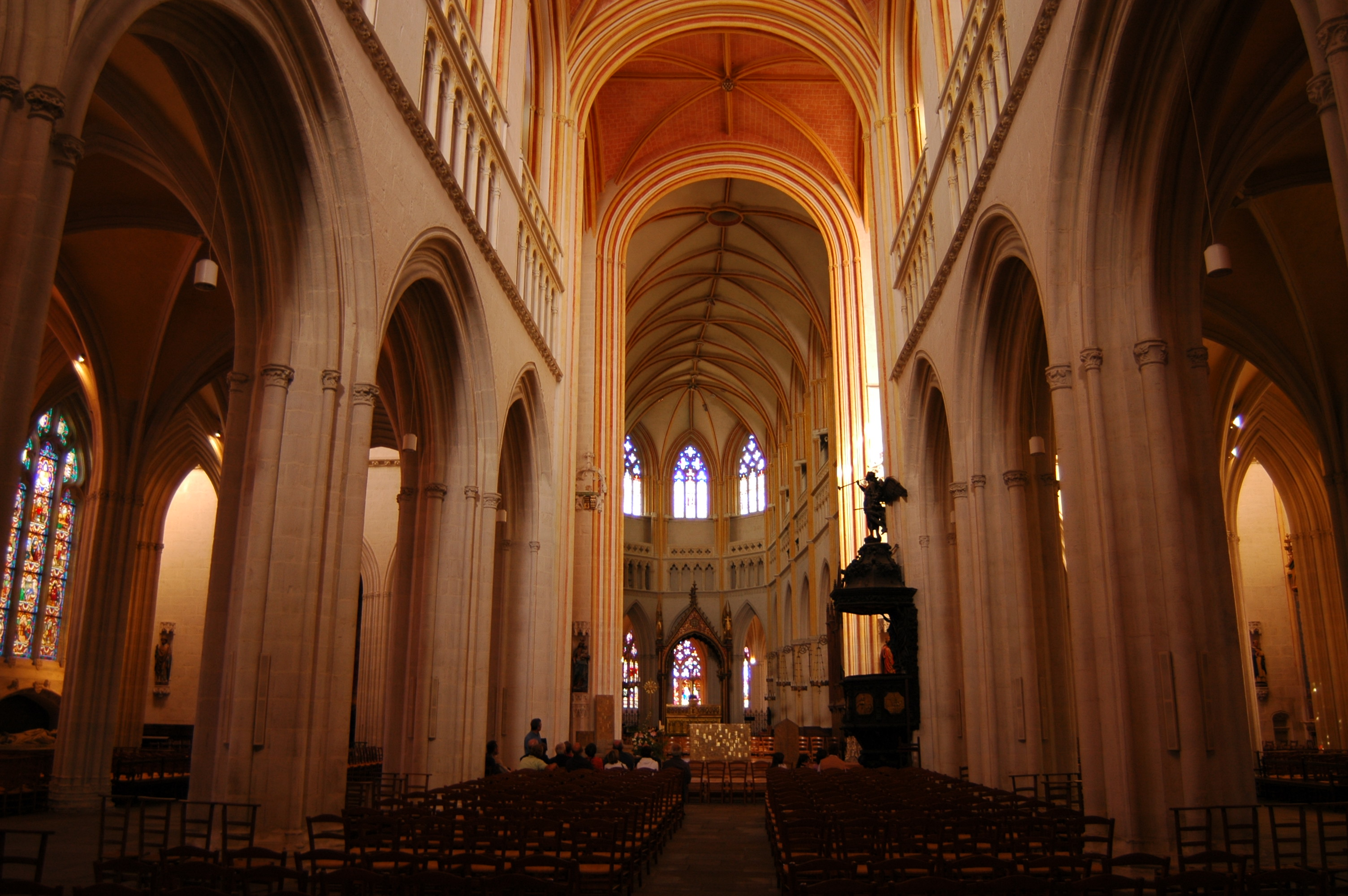
Nef de la cathédrale de Quimper : restitution partielle de la polychromie avec les murs et colonnes chaulés, les voûtains ornées d'un faux appareil qui masque l'hétérogénéité des matériaux.

Les artistes chrétiens du Moyen Âge tirent également quelquefois parti de la polychromie, surtout pendant la période romane et les premiers siècles de la période gothique. La perte de cette polychromie fait oublier qu'elle a joué un grand rôle dans l'esthétique des édifices religieux au Moyen Âge.
Pendant les premiers siècles de l'ère chrétienne, il est communément admis que les églises doivent être entièrement peintes à l'intérieur, et la peinture architectonique atteint son apogée au XIIe siècle en France. Avant cette époque, la peinture est appliquée soit sur la pierre même, soit à fresque sur un enduit couvrant les murs de maçonnerie. Ce genre de décoration se perfectionne sous l'influence d'artistes byzantins, venus en France au IXe siècle. À partir du XIIe siècle, l'univers chromatique se construit dans le monde occidental autour de six couleurs fondamentales et des « demi-couleurs » (celles qui ne portent pas de forte symbolique chrétienne et
dont le nom fait référence à un élément naturel : le violet et le rose qui évoquent la fleur, l'orangé qui évoque le fruit, le marron qui évoque la graine, et le gris qui a un statut à part). Les vitraux de l'époque médiévale et les statues de bois peintes doivent également être regardés comme une forme particulière de la polychromie. Les motifs de l'ornementation prennent une variété extrême. Cette polychromie existe aussi bien dans les édifices prestigieux que dans les plus modestes : polychromies architecturale intérieur et extérieure, polychromie de sculpture. Lorsque le commanditaire en a les moyens, les édifices sont intégralement colorés. On renonce à la peinture extérieure de l'architecture à compter du XVIe siècle. 
À la Renaissance, la polychromie est encore pratiquée et s'exprime par la céramique des terres cuites émaillées (terracotta invetriata) de plusieurs artistes toscans de renommée comme Luca della Robbia, Andrea della Robbia puis tous les membres de l'atelier des Della Robbia,  Santi Buglioni. L'apogée du baroque et du rococo continuera à consacrer la polychromie en sculpture.

### Époque moderne et contemporaine

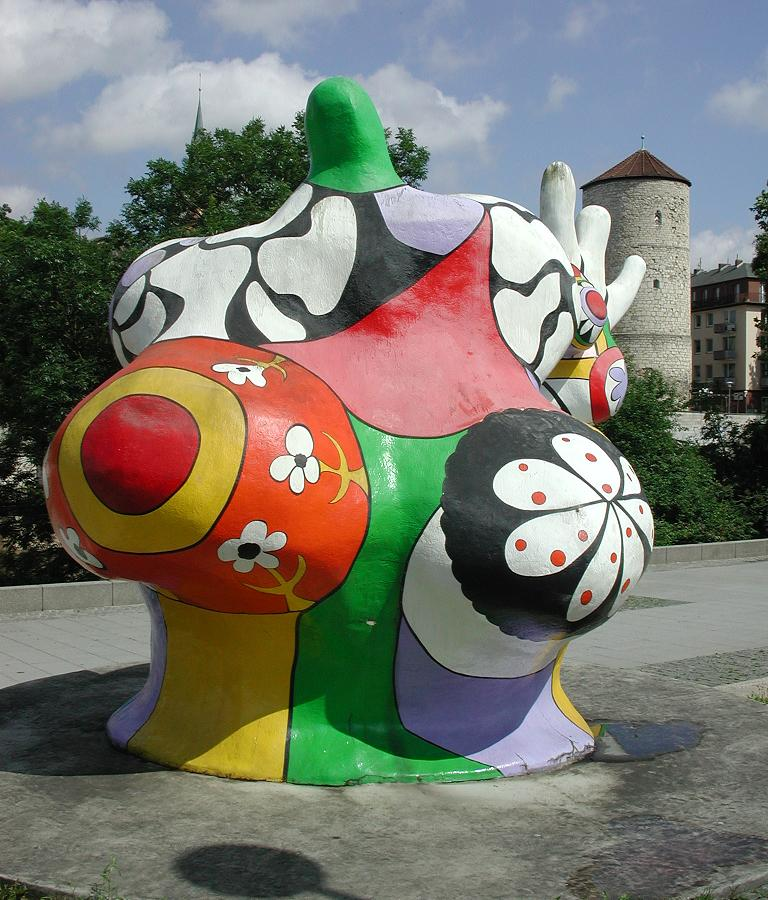
Statue peinte de Niki de Saint Phalle à Hanovre.

Les peintures extérieures cèdent le pas aux matériaux émaillés (Château de Madrid au Bois de Boulogne, ancienne Grotte des Tuileries à Paris). Encore au XVIIe siècle cherche-t-on des effets colorés à l'aide d'un mélange de briques et de pierres, parfois de faïences appliquées.
Aux XVIIe et XVIIIe siècles, le manque d'entretien des églises (par contraction des revenus disponibles) témoigne d ela négligence du clergé paroissial qui laisse s'effacer cette polychromie. Aux XVIIe et XVIIIe siècles, l'anachronisme du goût du « dépouillé » et l'ignorance du passé font sombrer les édifices peints dans l'oubli.
Cet art ne tombe cependant jamais en désuétude, comme en témoignent les études de la réalisation de l'Opéra Garnier  au XIXe siècle et les nombreuses œuvres conservées au Musée d'Orsay, puis les statues polychromes de Niki de Saint Phalle pour la dernière moitié du XXe siècle.

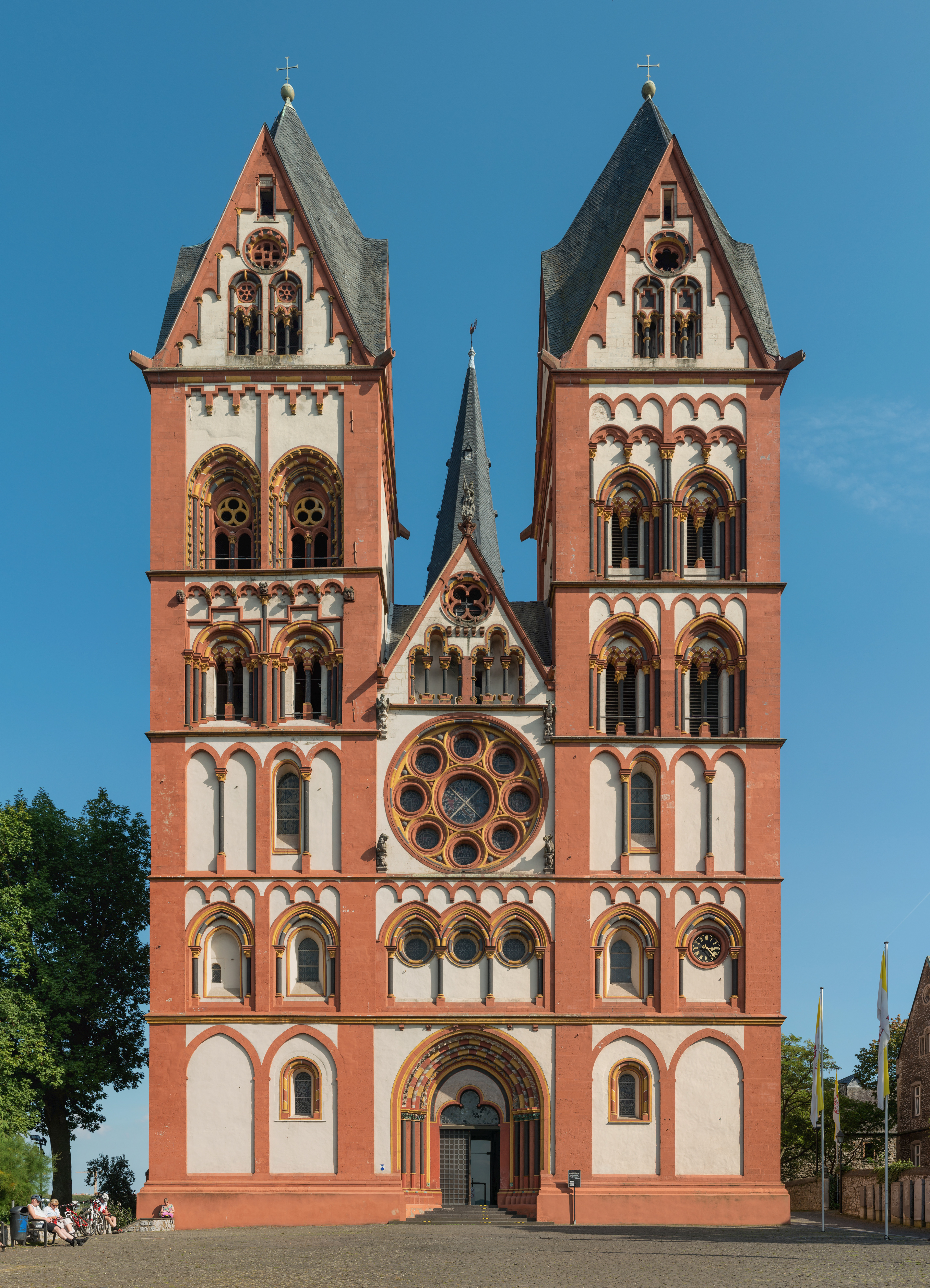
Restitution complète de la polychromie de la façade de la cathédrale Saint-Georges de Limbourg en 1968.
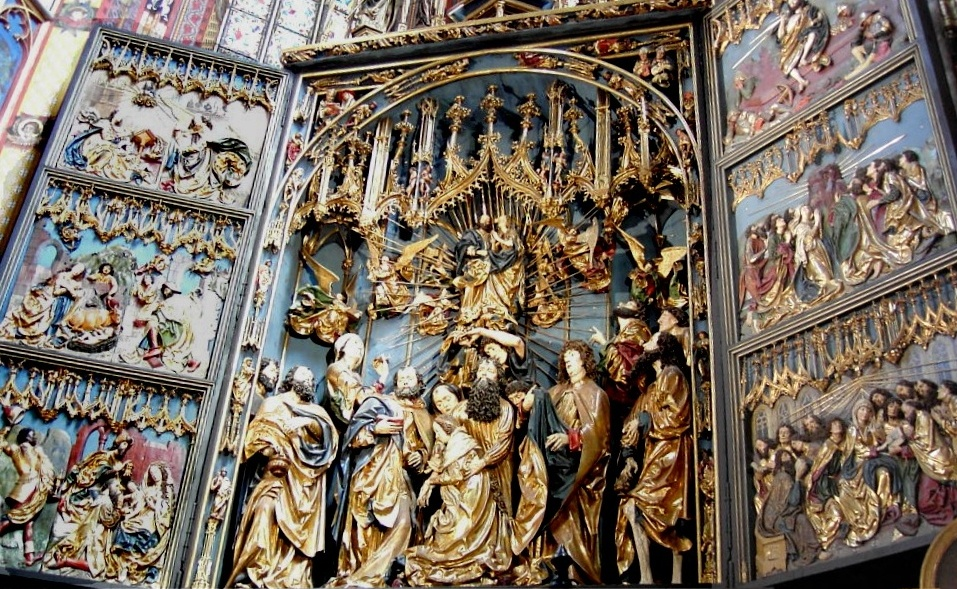
Bois polychrome du retable de Cracovie, une des œuvres majeures de Veit Stoss.
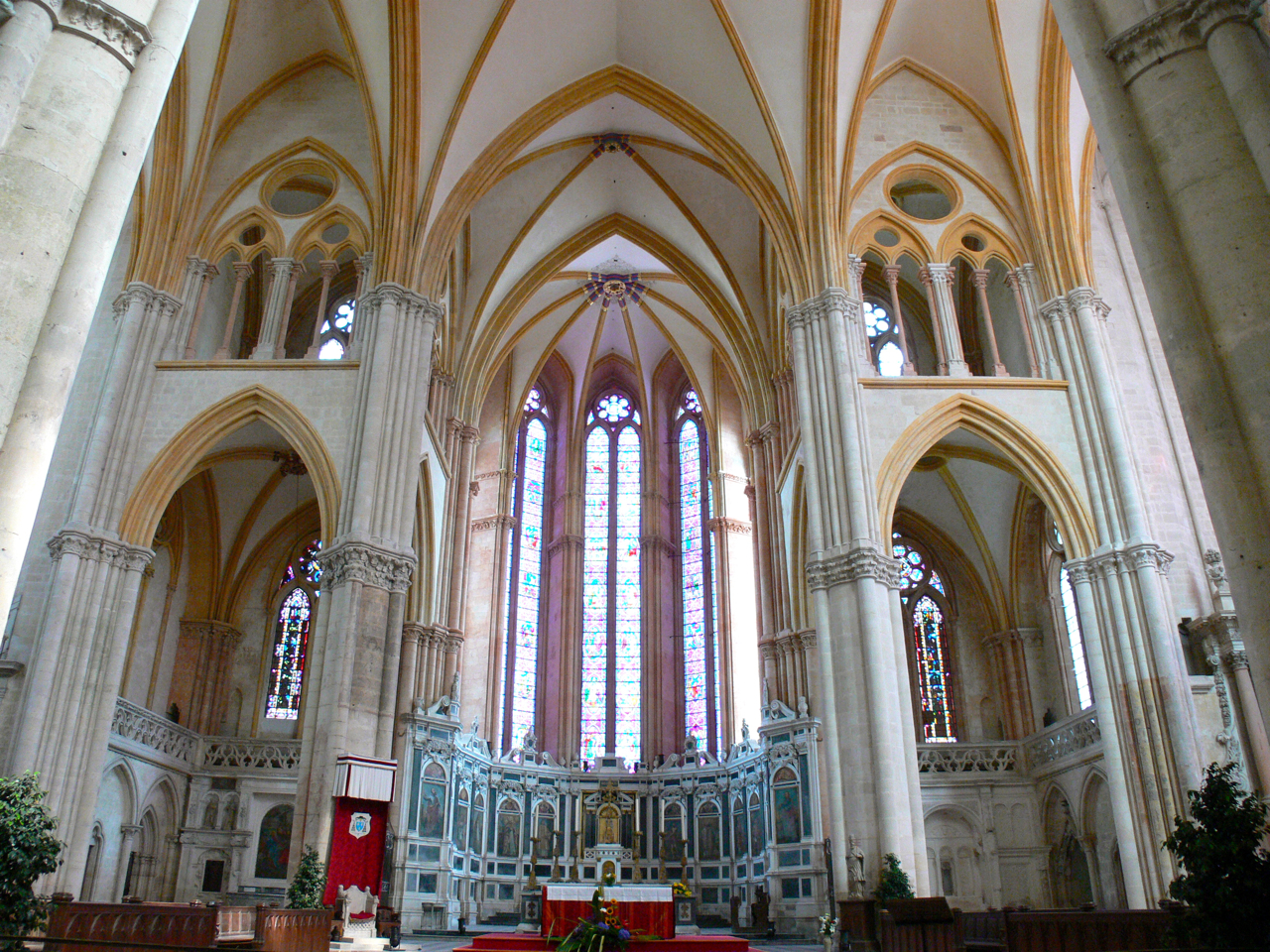
Polychromie du chœur de la cathédrale de Toul.
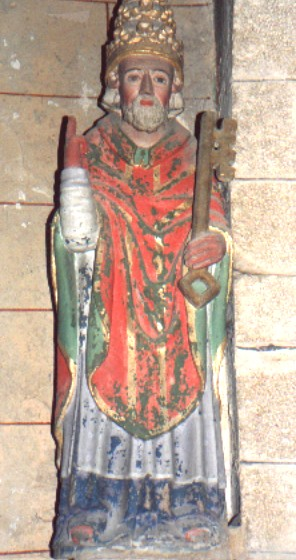
Statue polychrome de saint Pierre en Kersantite (église Saint-Pierre-et-Saint-Paul d'Argol).
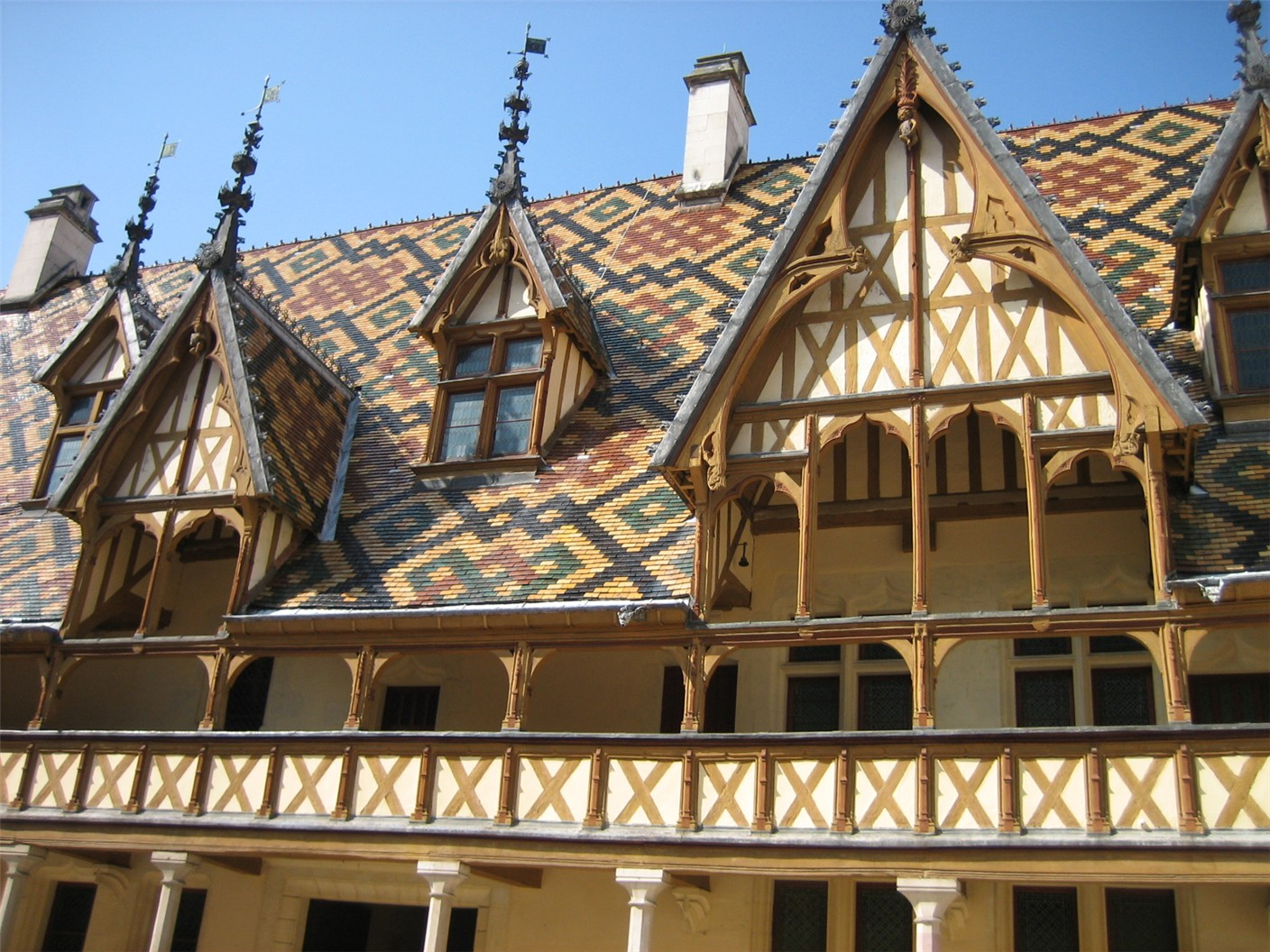
Toiture polychrome des Hospices de Beaune.
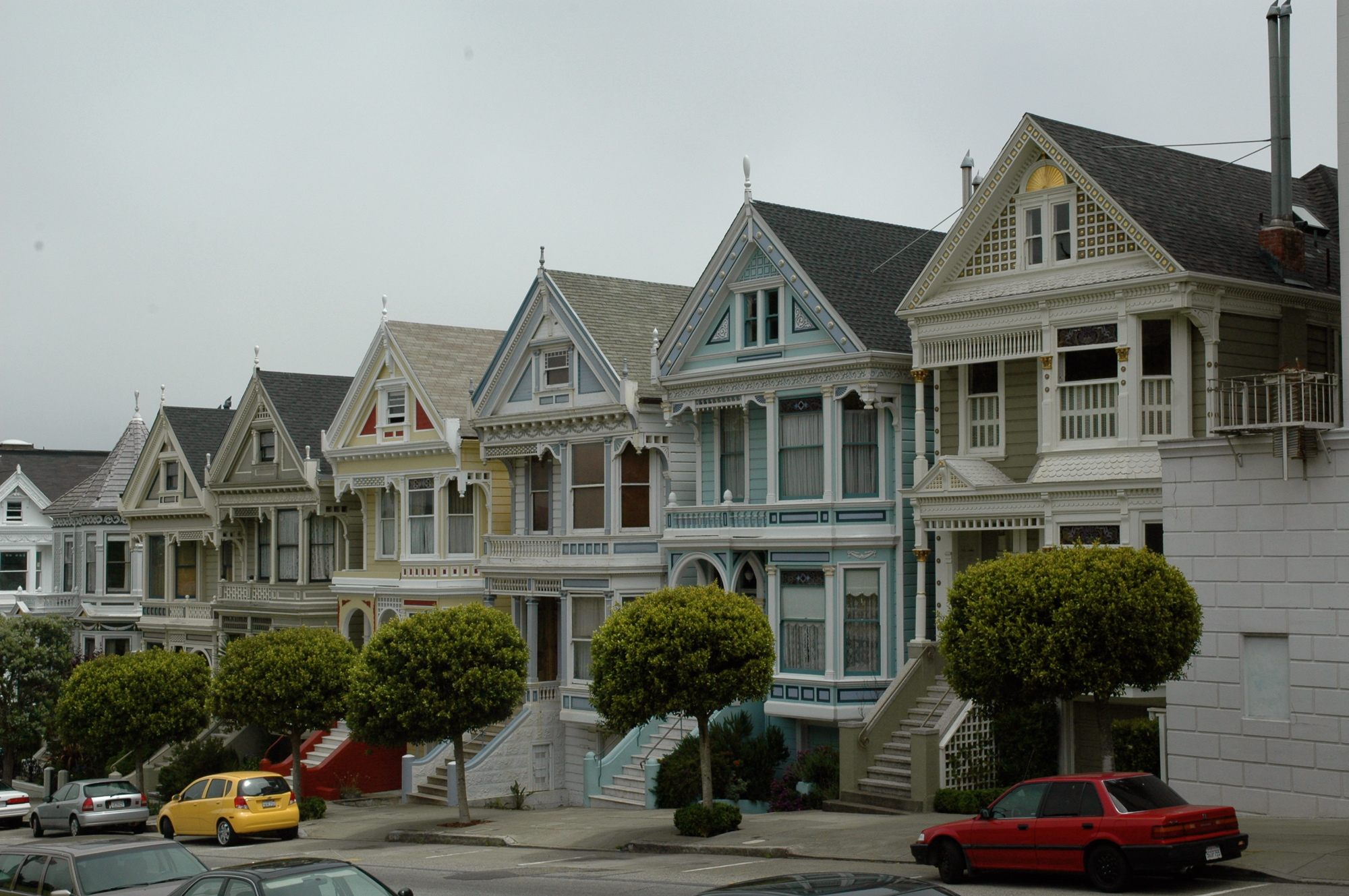
Façades polychromes des Painted Ladies d'Alamo Square, à San Francisco.
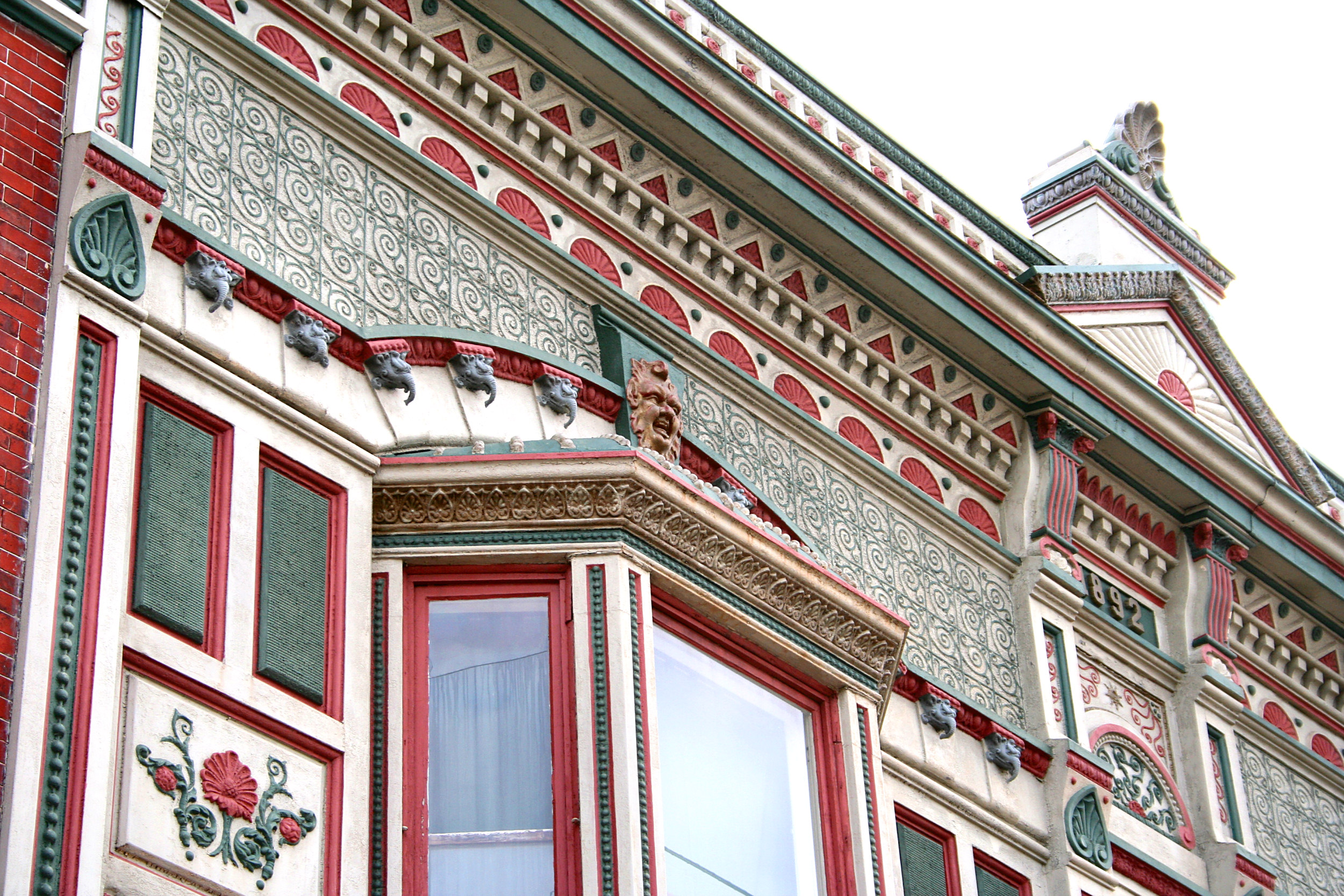
Façade polychrome de style victorien dans l'Indiana.
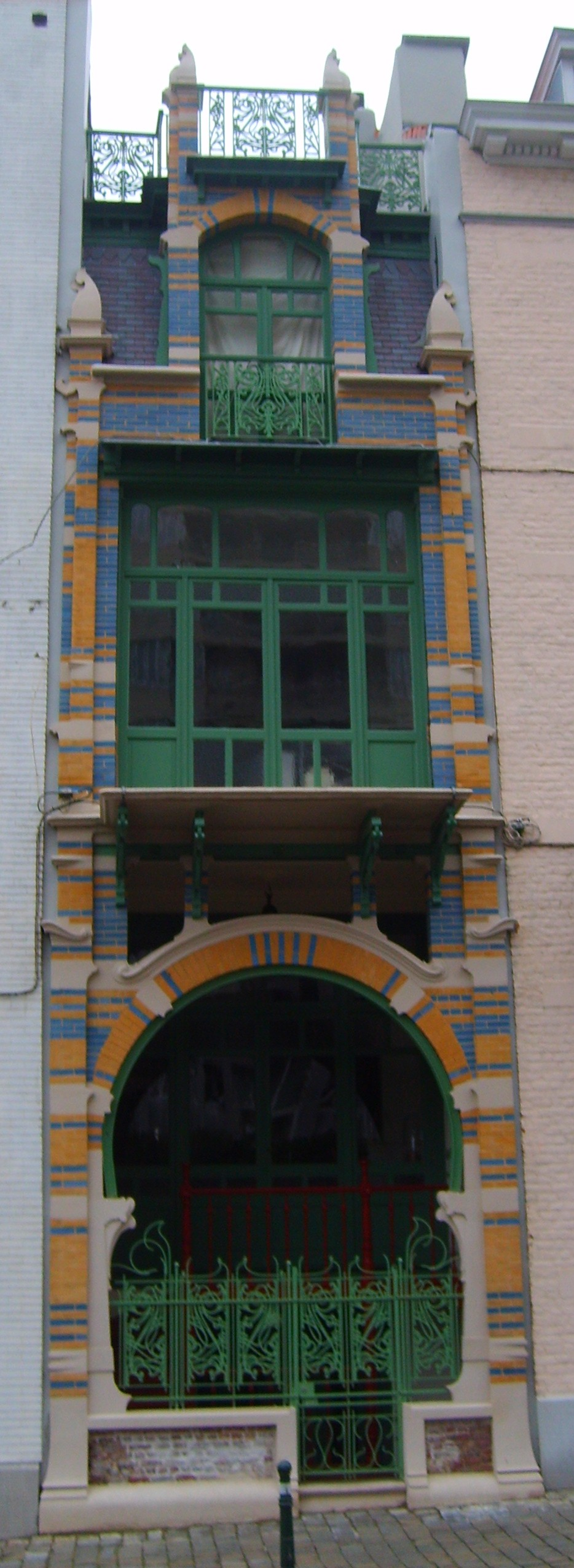
Façade polychrome de la Maison Strauven à Bruxelles (Art nouveau).
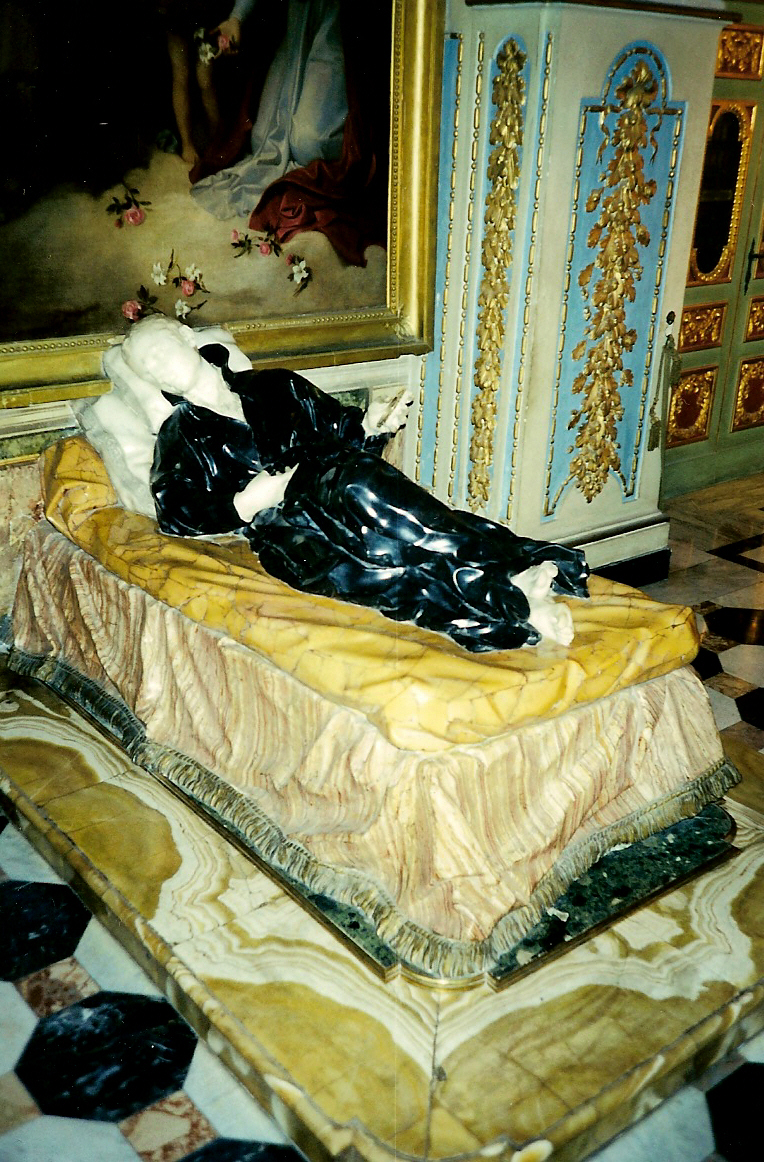
Statue baroque de San Stanislao Kostka (1705).  Église Saint-André du Quirinal, Rome.
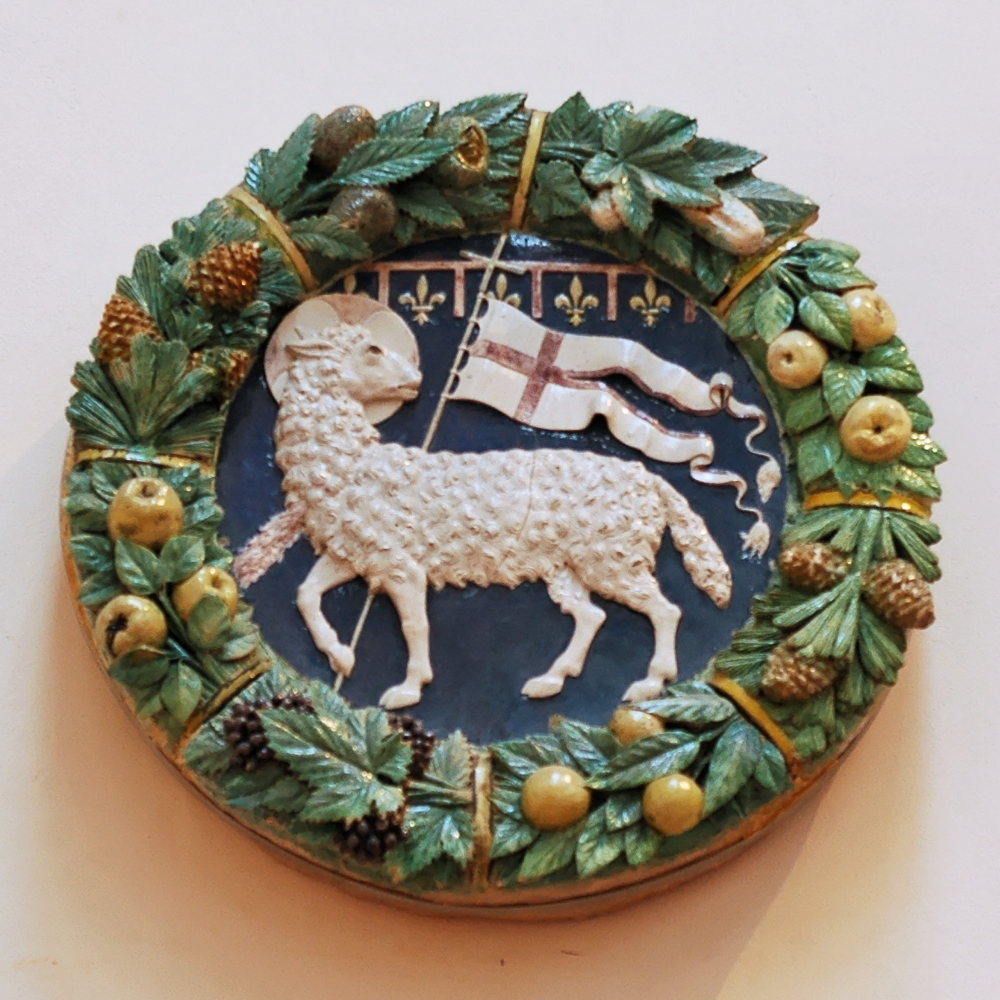
Médaillon de corporation en terracotta invetriata des Della Robbia à Florence.
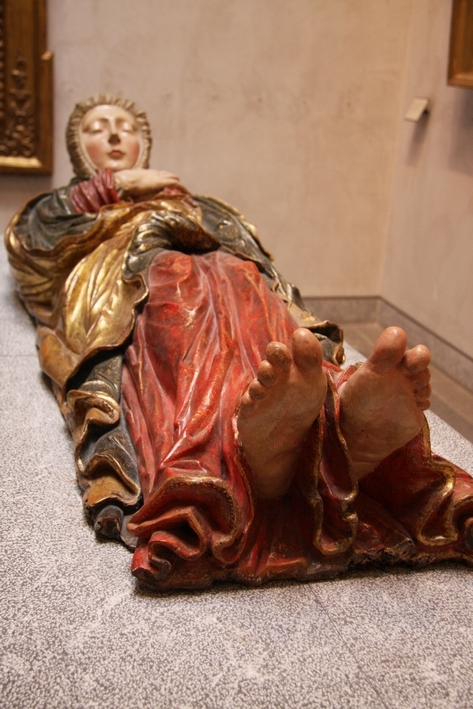
La Dormition de la Vierge, bois polychrome du XVIe siècle, Espagne, école de Burgos, musée des beaux-arts de Lyon.

## Étude de la polychromie
L'étude de la polychromie sur une œuvre, appelée aussi étude stratigraphique, permet de révéler les principaux aspects de la couche originale dissimulée sous des repeints successifs, ainsi que des vernis, des décapages. Dans un premier temps, un examen avec des lunettes loupes (grossissement x3) puis sous loupe binoculaire (grossissement x4 à x40) permet de repérer les bords de lacunes montrant la superposition des diverses couches (couches de préparation et couches picturales). L’étude est complétée par des prélèvements réalisé à l'aide d'un scalpel sous loupe binoculaire, avec dégagement d'échelles stratigraphiques puis des fenêtres d'observation. Ces prélèvements sont préparés sous forme de coupes stratigraphiques observées au microscope.

## Altération chromatique ou perte totale de la polychromie

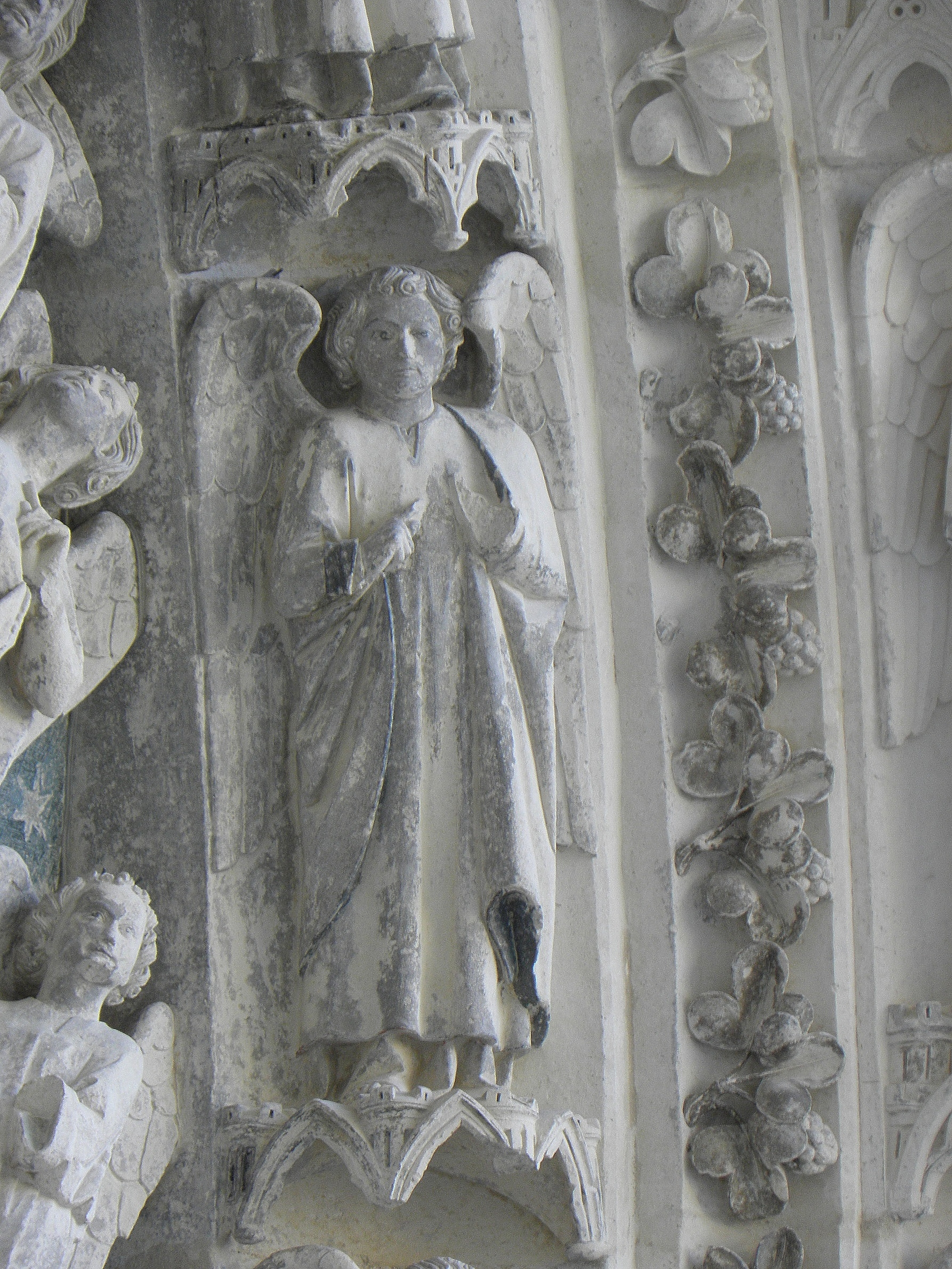
L'essentiel des zones peintes sur les anges du portail Royal de la cathédrale de Bordeaux présentent un aspect gris, dû à l'altération de la polychromie. À quelques exceptions près, elles ne sont pas le fruit de repeints.

La polychromie sur les édifices anciens est souvent altérée ou perdue en grande partie à cause de processus naturels (altération des surfaces due à la nature du support pierreux et à l'exposition en plein air) et anthropiques (traitements du XIXe siècle — application de caséine, de gomme laque, de silicates — cherchant à protéger les matériaux pierreux déjà dégradés. Elle est fréquemment remise à jour lors d'opérations de restauration. La perspective du retour à la polychromie d'origine est parfois envisageable.